# Murat Kurum
Murat Kurum (Ankara, 7 maggio 1976) è un politico e ingegnere turco, ministro dell'Ambiente della Turchia dal 2 luglio 2024, e precedentemente dal 2018 al 2023.

## Biografia
Nato nel distretto di Çankaya ad Ankara da padre funzionario pubblico e madre casalinga, ha completato gli studi primari e secondari nella capitale. Si è quindi laureato in ingegneria civile presso l'Università di Selçuk a Konya e ha conseguito un master in trasformazione urbana presso l'Istituto di Scienza e Tecnologia dell'Università Okan di Istanbul.
Tra il 1999 e il 2005 ha lavorato come ingegnere, capocantiere e coordinatore in diverse società private operanti nel settore delle costruzioni. A partire dal 2005, e fino al 2009, si è occupato di sviluppo dell'edilizia popolare, prima ad Ankara (2005-2006) e quindi nei quartieri europei di Istanbul.
Il 10 luglio 2018 è stato nominato Ministro dell'Ambiente e dell'Urbanizzazione da parte del presidente Recep Tayyip Erdoğan, carica che ha ricoperto fino alle  elezioni generali del 2023, quando è stato contestualmente eletto con l'AKP alla Grande Assemblea Nazionale Turca in rappresentanza del primo distretto elettorale di Istanbul.
Il 7 gennaio 2024 il partito ha ufficializzato la candidatura di Kurum alla carica di sindaco di Istanbul alle elezioni municipali del marzo dello stesso anno, nelle quali è stato sconfitto dal primo cittadino uscente Ekrem İmamoğlu del CHP. Il 2 luglio 2024 è stato ri-nominato ministro dell'Ambiente, succedendo al collega di partito Mehmet Özhaseki.

## Vita privata
Dal 2000 è sposato con l'insegnante Şengül Kurum, con la quale ha tre figli: Mehmet, Zeynep, e Zehra.